# 戴德伍德 (南达科他州)
戴德伍德（英語：Deadwood），是美国南达科他州下属的一座城市，勞倫斯郡的郡治。根据2010年美国人口普查，该市有人口1,284人。论人口在本州排行第51。

## 外部連結
- Deadwood Chamber of Commerce （页面存档备份，存于）
- Deadwood Historic Preservation Commission （页面存档备份，存于）
- Deadwood Digital Media Archive (creative commons-licensed photos, laser scans, panoramas), data from a DHPC/CyArk partnership
- Adams House and Museum （页面存档备份，存于）
- Enjoy Deadwood South Dakota （页面存档备份，存于）
- . . 1914 （英语）. 已忽略未知参数|HIDE_PARAMETER4= (帮助); 已忽略未知参数|HIDE_PARAMETER5= (帮助); 已忽略未知参数|HIDE_PARAMETER7= (帮助); 已忽略未知参数|HIDE_PARAMETER6= (帮助)